# COMAC C919
COMAC C919
- 用途：旅客機
- 分類：旅客機
- 設計者：呉光輝
- 製造者：中国商用飛機
- 運用者

  - 中国東方航空（ローンチ・カスタマー）
- 初飛行：2017年5月5日 14:01～15:19　CST
- 生産数：12機[1][2]
- 運用開始：2023年5月28日（中国東方航空）
- 運用状況：運用中

COMAC C919とは、中華人民共和国の中国商用飛機 (Comac) が開発した、168-190席のナローボディ機である。中華人民共和国はC919をエアバスA320neoシリーズとボーイング737MAXの競合として位置づけており、長期的にはエアバスとボーイングによる複占を崩すことが期待されている。
試験機の製造は2009年9月2日に開始され、2015年11月2日にロールアウトした。試験機は上海浦東空港を2017年5月5日14時1分に離陸し、15時19分に着陸（ともにCST）、初飛行は成功した。

## 概要
製造は中国商用飛機 (COMAC) が担当する。2013年に胴体の製造が開始され、2014年に四川航空によって初飛行が行われ、2016年に就航を予定していたが、実際の初飛行は2017年にずれ込み、就航も早くて2021年以降と大幅に遅れている（#運用開始も参照）。
1970年代、Y-10の製造と試験も成功したが、開発費用の理由で、量産しなかった。中国で設計、生産される民間機としてはY-10以来で最大のものとなる。
1980年代後、中国ではソ連標準以外の国産ジェット旅客機としてはCOMAC ARJ21についで二つ目である。中型ジェット機としてはマクドネル・ダグラスのMD-80やMD-90のライセンス生産が行われていた。また、天津にはエアバスA320の最終組立工場、天津デリバリーセンターが設置されA320の客室装備や塗装、エンジンテスト、飛行試験などの最終工程実施後引き渡されている。
なお形式名のCは"China"、9は「永久」、19は「190席級」を意味するという。
連邦航空局（FAA）や欧州航空安全機関（EASA）の型式証明の取得は考慮されておらず、海外の空港、少なくとも中-先進国の空港には乗り入れができない中国国内専用機となる見込みであったが、2017年の初飛行時に同年4月にEASAに型式証明申請していることが判明し、中国民用航空局（CAAC）とEASAがCAACの審査でEASAの一部を代用認証出来ることに合意していて、EASAはこの証明審査の認証を検証するとしている。しかし、国内で広大な土地と莫大な人口を抱え、かつ経済的発展が著しい中国国内事情を考慮すれば、十分にペイできる可能性を持つビジネスモデルとなっている。
トランプ政権下でCOMAC子会社がアメリカ商務省の産業安全保障局（BIS）輸出管理対象「軍事エンドユーザー（MEU）」リスト入りしているため、米企業が製造に関わった航空エンジンや航空電子機器輸出にMEUに基づく規制を発動された場合、輸出差し止めリスクがあるとされている。

## 設計
設計と組み立ては上海で行われ、当初は外国製のエンジンとアビオニクスを搭載する予定である。現在米仏の合弁企業であるCFMインターナショナルとの契約がなされ、開発中のLEAP-X1Cエンジンを搭載している。
他方、中国は将来的にはC919用国産エンジンのCJ-1000Aを搭載することを表明しており、現在開発中である。また、WS-15をベースとしたSF-AやWS-10をベースとしたWS-188も候補として挙げられており、同じく開発が進められている。
中央ウイングボックス、外部ウイングボックス、ウイングパネル、フラップとエルロンは中国の西安市で生産され、胴体中央部は南昌市で生産される予定。ラジアルタイヤはミシュランがAir Xを供給する。
コックピットは、エアバス A320と同じサイドスティックを採用している。
C919の機体形状、寸法、主翼、尾翼、ドアや窓の配置はエアバスA320と類似しており、一般的な積み込み装置の使用に対応できるという。胴体直径は幅が3.96 m(13 フィート)で高さが4.166 m (13 フィート, 8 インチ)、断面積は12.915m2とエアバスA320とほぼ同じである。翼幅33.6mまたはウィングレット装着時35.4mである。
C919には全長3mの翼小骨を含めて3Dプリンターによって製造されたチタン合金製の部品が使用されている。
積載量は20.4トンの予定で巡航速度はマッハ0.785、最大高度は12,100mの予定である。
2種類の派生機種が予定される。標準型は航続距離が4,075 km、長距離型は航続距離が5,555 kmの予定である。
2010年の中国国際航空宇宙博覧会でComacによって紹介された映像によると6形式が計画されている。基本形式は168席で同様に延長型と短縮型、ビジネスジェット仕様と貨物型と"特別仕様"である。

## 運用開始

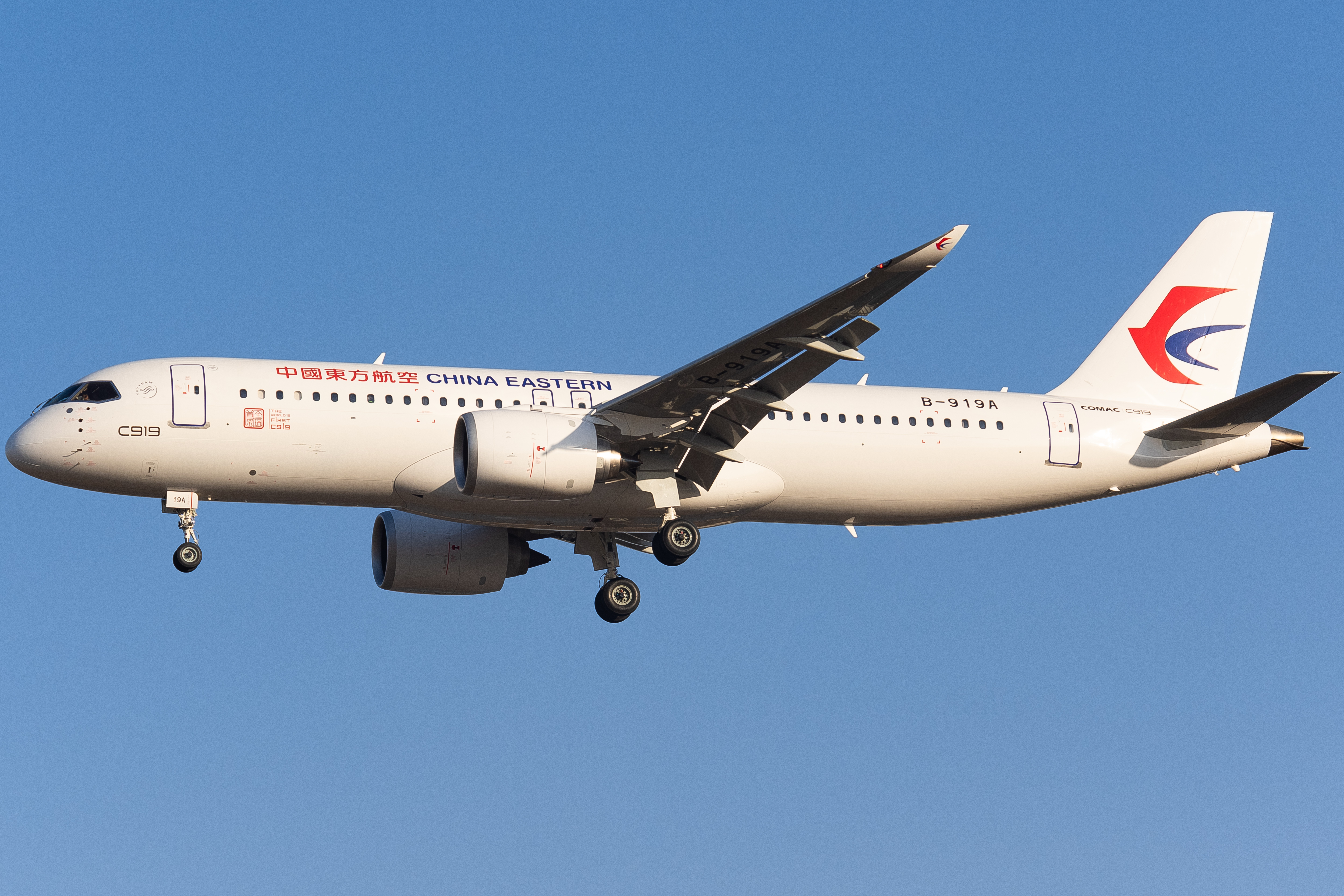
中国東方航空のC919初号機

Comacは2010年10月28日に中国民用航空局（CAAC）へ型式証明を申請し、2015年11月2日にロールアウトし、2017年5月5日に初飛行した。同年12月17日には試作2号機が初飛行。2018年7月には第2フェーズのテストに移行し、飛行試験機を6機に増やすほか静的試験用に2機を追加し、計8機体制で試験を進める方針を明らかにしている。
当初は2018年から納入開始を見込んでいたが、上記の試験の進捗に伴い遅れる見込みで、2018年2月時点では2021年からの納入を予定していた。
2021年9月、量産初号機が同年末に予定されている納入に向けた最終組立段階に入ったと報じられた。しかし型式証明の審査が難航しており、CAACによれば2021年12月時点で全276項目中34項目しか審査が終了していない。このため納入開始は2022年以降に先送りされている。
2022年5月14日、中国東方航空に引き渡し予定の1号機の試験飛行が行われ、機体価格が6億5300万元（同月現在の為替レートで約125億円）であることが公表された。同年9月29日、CAACから型式証明を取得したことが公表された。2022年12月9日、1号機が中国東方航空に引き渡された。2023年5月28日にも国内の主要路線で運航が始まる見通し（国営中央テレビのニュースアプリは「わが国の飛行事業の長い道のりの中で、重要な一里塚だ」と報じた）。
2023年5月28日、中国東方航空が上海虹橋 - 北京首都間で商用運航を実施し、29日より上海-成都間で定期便の運航を開始した。
2023年12月には香港で、2024年2月にはシンガポール航空ショーでそれぞれデモ飛行を行い、中国国外でもアピールを重ねている。EASAによる認証に関しても、2024年7月に欧州からの代表団がCOMACを訪問し、本格的に実地検査と認証手続きを開始する予定が明らかにされている。

## 発注
| 航空会社／リース会社                | 受注 | TBA | オプション | 権利 | 納入 | 備考 |
| ----------------------------------- | ---- | --- | ---------- | ---- | ---- | ---- |
| 中国東方航空                        | 105  |     |            |      | 8    |      |
| 中国国際航空                        | 105  |     | 10         |      | 2    |      |
| 中国南方航空                        | 105  |     | 10         |      | 2    |      |
| 海南航空                            | 60   |     | 20         |      |      |      |
| 四川航空                            | 20   |     |            |      |      |      |
| 河北航空                            | 20   |     |            |      |      |      |
| 幸福航空                            | 20   |     |            |      |      |      |
| 工銀金融租賃（中国工商銀行）        | 100  |     |            |      |      |      |
| 農銀金融租賃（中国農業銀行）        | 65   |     | 10         |      |      |      |
| 国銀金融租賃（国家開発銀行）        | 50   |     |            |      |      |      |
| 交銀金融租賃（交通銀行）            | 50   |     |            |      |      |      |
| 建信金融租賃（中国建設銀行）        | 50   |     |            |      |      |      |
| 招銀金融租賃（招商銀行）            | 50   |     |            |      |      |      |
| 浦銀租賃（上海浦東発展銀行）        | 50   |     |            |      |      |      |
| 平安租賃（平安銀行）                | 50   |     |            |      |      |      |
| 華融金融租賃（zh:中国华融）         | 30   |     |            |      |      |      |
| 蘇銀租賃（zh:江苏银行）             | 20   |     |            |      |      |      |
| 興業金融租賃（興業銀行）            | 20   |     |            |      |      |      |
| 中核融資租賃（中国核工業集団）      | 20   |     | 20         |      |      |      |
| 中信租賃（中信銀行）                | 18   |     |            |      |      |      |
| 中航国際租賃（中国航空工業集団）    | 15   |     |            |      |      |      |
| 華宝租賃（宝鋼集団）                | 15   |     |            |      |      |      |
| zh:中國飛機租賃（中国光大グループ） | 20   |     |            |      |      |      |
| BOCアビエーション                   | 20   |     |            |      |      |      |
| エアキャップ                        | 20   |     |            |      |      |      |
| GECAS                               | 10   |     | 10         |      |      |      |
| 合計                                | 705  |     | 95         |      | 12   |      |

2010年の中国国際航空宇宙博覧会でComacは中国東方航空、中国国際航空、海南航空、中国南方航空、CDBリース、GE キャピタル アビエーション サービシーズから55機受注し、さらに45機オプションで受注したと発表した。
2011年2月ライアンエアーはComacと航空機の調達に関して協議したと発表した。ライアンエアーは、発注済のボーイング 737-800の受領が2012年で終了する為、次期機体の検討を行っていたが、ボーイングとエアバスに提示された価格に不満があった為、2009年時点でこの二社との交渉から撤退していた。しかし、ライアンエアーは2013年に引き続きB737を発注することを決定、初の中国外航空会社からの受注とはならなかった。
タイの新興航空会社、シティ・エアウェイズもC919の発注を行ったとする報道もあったが、同社は2014年にタイ当局から飛行差し止め措置を受け、休眠状態となっている。
2017年9月時点で、COMACでは「オプションを含めると計730機の受注を得ている」としている。
2021年3月1日、中国東方航空との間で5機の購入契約が結ばれ、同社がローンチカスタマーとして、同機による商業運行を行う最初の会社となると発表された。
2023年4月、マレーシア航空社長が2022年2月締結ボーイング737-8を25機リース導入する契約がボーイング側要因で遅延していることに触れ、今後の機材計画で単一機種への拘りは無くC919も選択肢に入ることを否定しないとし、C919が導入された場合、マレーシア航空現行ボーイング737-800の代替機種となりうることから現行機が運航する国際線就航国(東南アジア周辺国)のC919での運航認可が踏み絵になる可能性がある。
2023年9月、ブルネイで運航準備中のシンガポール華僑資本 Gallop Air が、C919 15機と ARJ21 15機の購入契約をしたと報じられた。また同月には、中国東方航空がC919を100機追加発注した。2024年6月、中国国際航空と中国南方航空がC919を100機ずつ追加発注している。

## 性能要目
ソース
|                       | C919 STD                              | C919 ER                               | エアバスA320ceo（参考）          |
| --------------------- | ------------------------------------- | ------------------------------------- | -------------------------------- |
| 乗員                  | 2                                     | 2                                     | 2                                |
| 乗客                  | 156（2-クラス）-174（1-クラス）       | 156（2-クラス）-174（1-クラス）       | 158（2-クラス） -180（1-クラス） |
| 全高                  | 11.95メートル (39 ft 2 in)            | 11.95メートル (39 ft 2 in)            | 11.76メートル (38 ft 7 in)       |
| 全長                  | 38.9メートル (127 ft 7 in)            | 38.9メートル (127 ft 7 in)            | 37.57メートル (123 ft 3 in)      |
| 全幅                  | 35.8メートル (117 ft 5 in)            | 35.8メートル (117 ft 5 in)            | 35.8メートル (117 ft 5 in)       |
| 翼面積                | 129.15 m2 (1,390.2 sq ft)             | 129.15 m2 (1,390.2 sq ft)             | 124 m2 (1,330 sq ft)             |
| 胴体幅                | 3.96メートル (13 ft 0 in)             | 3.96メートル (13 ft 0 in)             | 3.95メートル (13 ft 0 in)        |
| 胴体高                | 4.166メートル (13 ft 8.0 in)          | 4.166メートル (13 ft 8.0 in)          | 4.14メートル (13 ft 7 in)        |
| 客室高                | 2.25メートル (7 ft 5 in)              | 2.25メートル (7 ft 5 in)              |                                  |
| 客室幅                | 3.73メートル (12 ft 3 in)             | 3.73メートル (12 ft 3 in)             | 3.70メートル (12 ft 2 in)        |
| 最大着陸重量 (MLW)    | 149,473ポンド (67,800 kg)             | 149,473ポンド (67,800 kg)             | 145,505ポンド (66,000 kg)        |
| 最大離陸重量 (MTOW)   | 165,567ポンド (75,100 kg)             | 173,944ポンド (78,900 kg)             | 172,000ポンド (78,000 kg)        |
| 空虚重量 (OEW)        | 100,751ポンド (45,700 kg)             | 100,751ポンド (45,700 kg)             | 93,900ポンド (42,600 kg)         |
| 最大無燃料重量 (MZFW) | 142,418ポンド (64,600 kg)             | 142,418ポンド (64,600 kg)             | 137,789ポンド (62,500 kg)        |
| 最大積載量            | 41,667ポンド (18,900 kg)              | 41,667ポンド (18,900 kg)              | 44,000ポンド (20,000 kg)         |
| 標準積載時の航続距離  | 4,075 km (2,200 nmi)                  | 5,555 km (2,999 nmi)                  | 6,112 km (3,300 nmi)             |
| 巡航速度              | Mach 0.785 (450 kn; 834 km/h)         | Mach 0.785 (450 kn; 834 km/h)         | Mach 0.78 (447 kn; 829 km/h)     |
| 離陸滑走距離          |                                       |                                       |                                  |
| 巡航高度              | 12,100メートル (39,700 ft)            | 12,100メートル (39,700 ft)            |                                  |
| エンジン (2x)         | LEAP-X1Cエンジン                      | LEAP-X1Cエンジン                      |                                  |
| エンジン推力          | 25,000–30,000 lbf (110,000–130,000 N) | 25,000–30,000 lbf (110,000–130,000 N) |                                  |